# Sjepsi (rivier)
De Sjepsi (Russisch: Шепси) is een rivier in Rusland. De rivier is 22 km lang, en heeft een stromingsgebied van 87 km².
De rivier ontspringt in de bergen van Pseoesjcho en mondt uit in de Zwarte Zee, ten westen van Sotsji. 